# カンザス川

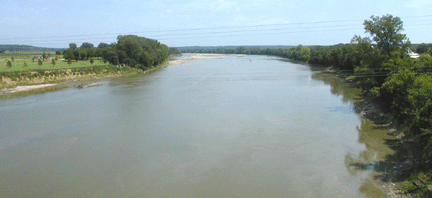
カンザス州デソト付近

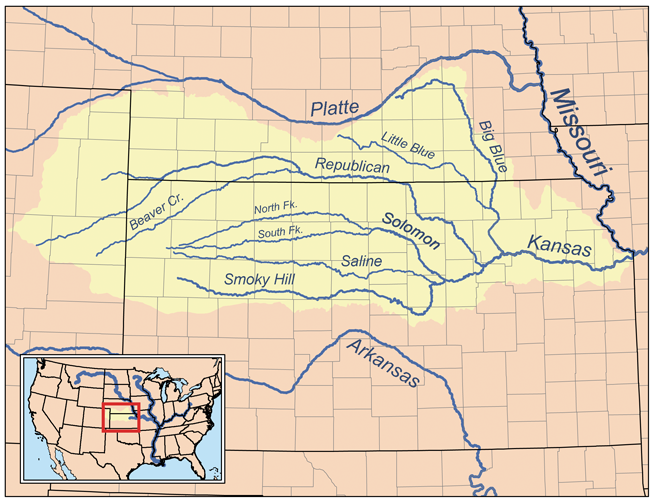
カンザス川流域

カンザス川（カンザスがわ、Kansas River）は、アメリカ合衆国のカンザス州を流れる川で、ミズーリ川の支流である。
カンザス州ジャンクションシティ付近でスモーキーヒル川とリパブリカン川が合流してカンザス川となり、東に流れる。途中マンハッタン、トピカ、ローレンスを経由し、カンザスシティでミズーリ川に合流する。
長さは148マイル（238km）で、リパブリカン川およびその上流部の川もあわせると743マイル（1,196km）となる。流域面積はカンザス州では34,423平方マイル（89,160km2）で州の北半分をほぼ占め、ネブラスカ州では16,916平方マイル（43,810km2）、コロラド州では8,775平方マイル（22,730km2）である。
主な支流にビッグブルー川、デラウェア川がある。